# I Have a Dream (노래)
〈I Have a Dream〉은 스웨덴의 팝 그룹 ABBA의 노래이다. 1979년 12월, 이 그룹의 여섯 번째 스튜디오 음반인 《Voulez-Vous》의 여섯 번째이자 마지막 싱글로 발매되었다. 안니프리드 륑스타가 리드 보컬을 맡았다. 이 곡은 많은 나라에서 차트 1위를 차지했고 1979년 크리스마스 주에 영국에서 2위를 차지하며 큰 히트를 쳤다. 20년 후, 아일랜드의 팝 그룹 웨스트라이프는 1999년 크리스마스 주에 영국에서 1위에 오른 버전을 발표했다.

## 개요
이 곡은 1979년 3월 15일 베니 안데르손과 비에른 울바에우스가 작사, 작곡했으며 1979년 음반인 《Voulez-Vous》에서 따왔다. 안니프리드 륑스타가 리드 보컬을 맡았다. 1979년 12월 싱글로 발매되었으며, 라이브 버전은 〈Take a Chance on Me〉이다. 이 녹음에는 스톡홀름 국제학교 어린이 합창단의 마지막 합창이 포함되어 있다. 영국에서는 〈I Have a Dream〉이 어린이 합창단도 출연하는 핑크 플로이드의 〈Another Brick in the Wall〉이 1위를 차지했다. 〈I Have a Dream〉은 《맘마 미아!》 뮤지컬뿐만 아니라 《ABBA Gold: Greatest Hits》 음반에도 포함되어 있다.
영국에서는 웸블리 콘서트에 참석한 영국 팬들을 위한 기념품으로 호화로운 게이트폴드 슬리브로 싱글이 발매되었다. 내부 게이트폴드는 《Greatest Hits Vol. 2》의 내부 슬리브에 사용된 것과 유사한 피라미드/산악/아이스버그 디자인을 사용했다. 내부 게이트폴드는 사실상 영국에서 발매된 ABBA의 기존 음반에 대한 광고였지만, 뒷면 커버에는 ABBA 자신들의 서명과 함께 웸블리 콘서트에 대한 메시지가 담겼다. 앞면 커버는 전 세계 발매와 동일한 ABBA의 라이브 사진을 사용했지만 커버 아트와 글꼴이 달랐다. 이번 음반은 에픽 레코드의 ABBA 싱글 음반 중 두 번째 음반이었다.
2021년 9월 기준으로 순수 판매 및 디지털 스트림을 포함하여 ABBA의 영국 내 12번째로 큰 곡이다.
B-사이드의 라이브 버전인 〈Take a Chance on Me〉는 동일한 녹음의 3가지 혼합물 중 하나였다. 콘서트 직후에 발매된 이 버전은 진짜 녹음으로 여겨진다. 이 그룹의 음성 소개를 특징으로 하는 매우 약간 확장된 버전이 호주에서 B-사이드로 사용되었다. 이 확장 버전은 《ABBA: The Album》의 디럭스 에디션으로 국제적으로 발매되었다. 마지막으로, 1986년에 발행된 ABBA 라이브에 세 번째 믹스가 포함되었다.

## 차트
| Chart (1979–80)                  | Peak position |
| -------------------------------- | ------------- |
| Australia (Kent Music Report)    | 64            |
| 오스트리아 (Ö3 오스트리아 탑 40) | 1             |
| 벨기에 (울트라탑 50 플랑드르)    | 1             |
| Canada Adult Contemporary (RPM)  | 1             |
| Ireland (IRMA)                   | 2             |
| 네덜란드 (네덜란드스 탑 40)      | 1             |
| 네덜란드 (싱글 톱 100)           | 1             |
| South Africa (Springbok)         | 3             |
| 스위스 (슈바이처 히트파라데)     | 1             |
| 영국 싱글 (오피셜 차트 컴퍼니)   | 2             |

| Chart (1980)                      | Position |
| --------------------------------- | -------- |
| Austria (Ö3 Austria Top 40)       | 3        |
| Belgium (Ultratop Flanders)       | 17       |
| Netherlands (Dutch Top 40)        | 33       |
| Netherlands (Single Top 100)      | 23       |
| Switzerland (Schweizer Hitparade) | 15       |

## 인증
| 국가                                                  | 인증 | 판매량/출하량 |
| ----------------------------------------------------- | ---- | ------------- |
| 네덜란드 (NVPI)                                       | 골드 | 100,000^      |
| 영국 (BPI)                                            | 골드 | 500,000^      |
| *판매량을 기반으로 한 인증 ^출하량을 기반으로 한 인증 |      |               |